# Rhathymus beebei
Rhathymus beebei är en biart som beskrevs av Cockerell 1918. Rhathymus beebei ingår i släktet Rhathymus och familjen långtungebin. Inga underarter finns listade i Catalogue of Life.